# 保険追認書
保険追認書（ほけんついにんしょ、英: RIDER、ENDORSEMENT）とは、保険証券の内容を修正ないし訂正するために保険会社が発行する書類のこと。
通常、保険証券の原契約内容に訂正・修正を行う必要がある場合には誤りのある保険証券を取消した上で再発行を行う必要がある。しかしながら、保険証券の裏書譲渡後等、保険証券の回収が困難な場合にはこの方法をとることが出来ない。その場合、保険契約締結者は保険会社に対し、保険追認書の発行を依頼し、該当箇所を修正・訂正するという方法を取る。